# 깃펜

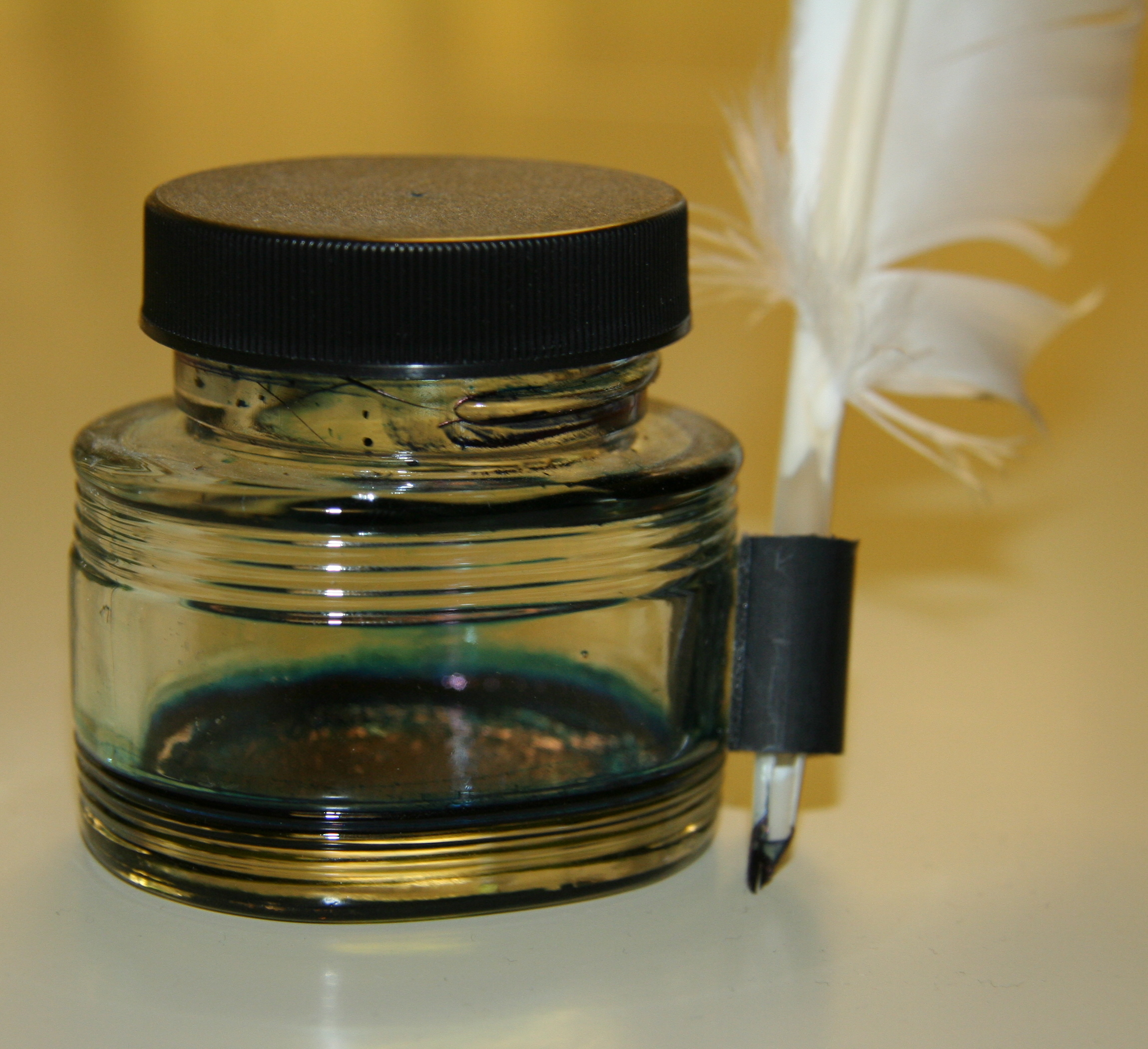

깃펜(quill)은 커다란 새의 깃털로 만든 필기구이다. 금속제 펜촉을 사용하는 철필이 발명되기 전까지 잉크에 찍어쓰는 방식으로 사용되었으며, 18세기 즈음에 주로 사용했다. 이후 잉크 필기구는 깃펜에서 철필, 만년필을 거쳐 볼펜으로 발전했다. 오늘날의 종이는 목재 펄프로 만들기 때문에 표면이 거칠고, 깃펜을 사용하면 금방 닳아서 쓸 수 없게 된다.